# Ridnitsohkka
Ridnitsohkka – szczyt w Górach Skandynawskich. Leży w Finlandii, w Laponii. Jest to najwyższy szczyt leżący na terenie Finlandii, choć nie najwyższy punkt tego kraju (jest nim punkt na stoku Haltiatunturi, 1323,6 m n.p.m., wierzchołek osiąga wysokość – 1365 m n.p.m. – leży jednak po stronie norweskiej).
Ridnitsohkka znajduje się 50 km od najbliższej wioski (Kilpisjärvi). Na szczycie znajduje się niewielki maszt telekomunikacyjny.